# كاي أ. كونراد
كاي أ. كونراد (بالألمانية: Kai A. Konrad)‏ هو اقتصادي وأستاذ جامعي ألماني، ولد في 11 مارس 1961 في هايدلبرغ في ألمانيا.